# Гілл-Сіті (Південна Дакота)
Гілл-Сіті (англ. Hill City) — місто (англ. city) в США, в окрузі Пеннінґтон штату Південна Дакота. Населення — 872 особи (2020).

## Географія
Гілл-Сіті розташований за координатами 43°55′59″ пн. ш. 103°34′3″ зх. д. / 43.93306° пн. ш. 103.56750° зх. д. (43.932942, -103.567517).  За даними Бюро перепису населення США в 2010 році місто мало площу 3,28 км², з яких 3,26 км² — суходіл та 0,02 км² — водойми.

### Клімат
| Клімат : Гілл-Сіті                                                       | Клімат : Гілл-Сіті | Клімат : Гілл-Сіті | Клімат : Гілл-Сіті | Клімат : Гілл-Сіті | Клімат : Гілл-Сіті | Клімат : Гілл-Сіті | Клімат : Гілл-Сіті | Клімат : Гілл-Сіті | Клімат : Гілл-Сіті | Клімат : Гілл-Сіті | Клімат : Гілл-Сіті | Клімат : Гілл-Сіті | Клімат : Гілл-Сіті |
| Показник                                                                 | Січ.               | Лют.               | Бер.               | Квіт.              | Трав.              | Черв.              | Лип.               | Серп.              | Вер.               | Жовт.              | Лист.              | Груд.              | Рік                |
| Абсолютний максимум, °C                                                  | 18,9               | 19,4               | 24,4               | 28,3               | 31,1               | 35,6               | 37,2               | 34,4               | 35,0               | 29,4               | 24,4               | 20,6               | 37,2               |
| Середній максимум, °C                                                    | 2,2                | 4,4                | 7,2                | 11,7               | 17,2               | 23,3               | 26,7               | 26,1               | 21,1               | 14,4               | 6,7                | 2,8                | 13,7               |
| Середній мінімум, °C                                                     | −13,9              | −11,7              | −7,8               | −3,3               | 2,2                | 6,7                | 9,4                | 8,3                | 2,2                | −2,8               | −8,9               | −12,8              | −2,6               |
| Абсолютний мінімум, °C                                                   | −32,2              | −38,9              | −31,7              | −22,8              | −11,1              | −3,3               | −1,1               | −2,2               | −11,1              | −22,8              | −25                | −39,4              | −39,4              |
| Норма опадів, мм                                                         | 8                  | 13                 | 27                 | 60                 | 92                 | 92                 | 86                 | 54                 | 37                 | 38                 | 18                 | 10                 | 535                |
| ------------------------------------------------------------------------ | ------------------ | ------------------ | ------------------ | ------------------ | ------------------ | ------------------ | ------------------ | ------------------ | ------------------ | ------------------ | ------------------ | ------------------ | ------------------ |
| Джерело: The Weather Channel, Western Regional Climate Center (snowfall) |                    |                    |                    |                    |                    |                    |                    |                    |                    |                    |                    |                    |                    |

## Демографія
Згідно з переписом 2010 року, у місті мешкало 948 осіб у 394 домогосподарствах у складі 244 родин. Густота населення становила 289 осіб/км².  Було 473 помешкання (144/км²).
Расовий склад населення:
| - 82,1 % — білих - 4,0 % — корінних американців - 0,6 % — чорних або афроамериканців - 0,1 % — азіатів - 10,4 % — осіб інших рас |

До двох чи більше рас належало 2,7 %. Частка іспаномовних становила 18,9 % від усіх жителів.
За віковим діапазоном населення розподілялося таким чином: 25,8 % — особи молодші 18 років, 60,8 % — особи у віці 18—64 років, 13,4 % — особи у віці 65 років та старші. Медіана віку мешканця становила 37,9 року. На 100 осіб жіночої статі у місті припадало 104,8 чоловіків;  на 100 жінок у віці від 18 років та старших — 103,2 чоловіків також старших 18 років.
Середній дохід на одне домашнє господарство  становив 60 450 доларів США (медіана — 46 607), а середній дохід на одну сім'ю — 73 799 доларів (медіана — 65 313). Медіана доходів становила 36 250 доларів для чоловіків та 33 393 долари для жінок. За межею бідності перебувало 17,5 % осіб, у тому числі 25,9 % дітей у віці до 18 років та 8,7 % осіб у віці 65 років та старших.
Цивільне працевлаштоване населення становило 647 осіб. Основні галузі зайнятості: мистецтво, розваги та відпочинок — 25,8 %, освіта, охорона здоров'я та соціальна допомога — 20,7 %, сільське господарство, лісництво, риболовля — 12,1 %, будівництво — 10,7 %.